# トリコ 3D 開幕!グルメアドベンチャー!!
『トリコ 3D 開幕!グルメアドベンチャー!!』（トリコ スリーディー かいまく!グルメアドベンチャー!!）は、2011年3月19日に公開された日本のアニメーション映画。漫画『トリコ』を原作とした初の映画作品。
『ジャンプHEROES film』（略称：JHF）と題し、『ONE PIECE 3D 麦わらチェイス』と同時上映。

## 概要
テレビアニメ放送開始に先駆け劇場公開された3D映画。『ONE PIECE』が3DCGによる3Dアニメであるのに対し、本作は2Dアニメを3Dに変換したものである。変換を担当したのは、キュー・テックおよびグラフィニカ。
キャッチコピーは「世紀の冒険を、体感せよ!!!」。
2011年3月11日の東日本大震災の影響もあり、関東地区の舞台挨拶は中止となった。震災の影響で休館や営業時間短縮もあり全体の興行収入も落ち込んでいる中、3月19、20日初日2日間で興収は興収1億1,351万2,200円、動員は8万4,480人、初日3日間では興収1億7,405万300円、動員12万9,903人になり、映画観客動員ランキング（興行通信社調べ）で初登場第7位となった。
DVD・Blu-rayは、本作のみ収録のものと、同時上映の『ONE PIECE』とのツインパックが2011年7月20日に同時発売。

## ストーリー
本作のストーリーは、週刊少年ジャンプ2007年52号の読み切りをアレンジしたものであり、TVアニメ版のガララワニ編の前日譚にあたる。
少年ペックは美食屋トリコに会うため、露店市グルメマーケットをさまよっていた。卸売商トムの案内でとある島に向かったペックは、赤毛ブタに襲われている所をトリコに助けられ、ペックは自分の村を襲う怪鳥ゲロルドの退治をトリコに依頼。トリコは「ゲロルドを食う」という目的でペックの依頼を受けた。早速トリコはペックの村へと向かうが、道中で出会った猛獣達の様子がおかしいことに気づく。村を襲ったゲロルドも、まるで何日も飯を食ってないような必死さを見せていた。死闘の末、ゲロルドを倒したトリコは、目につく者全てを食い尽くし、猛獣達の居場所を奪った象熊の事を村人から聞き、象熊を捕獲しに向かうのだった。

## 登場人物
トリコ
声 - 置鮎龍太郎
本作の主人公で、美食屋四天王の一人。ハント中にペックと出会い、ペックからゲロルドの退治及び村人の救助を依頼され、「ゲロルドの肉を食う」目的で了承する。
小松
声 - 朴璐美
ホテルグルメの料理長。本編の最後でトリコにガララワニの捕獲を依頼する。
十夢(トム)
声 - 柿原徹也
トリコとは旧知の仲の卸売商。トリコを探すペックを彼の元に案内する。その際、目的の食材を卸すようトリコに伝えることをペックに頼んだものの、食材をトリコが食べてしまったことで卸せず、客からブーイングを食らってしまった。
ペック
声 - 桃井かおり（特別出演）
本作オリジナルキャラクター。タラン平原の狩猟で生計を立てている村に住む少年。まだ幼く、武器のパチンコの命中率も低いが、逃げ足が速く食材に対する知識は深い。ゲロルドに村を襲われて父を失っており、村を救うためにトリコにゲロルド捕獲を依頼。村人に美味しい物を食べさせたいという目的でトリコに弟子入りし、食材への知識を活かした狩りの才能を開花させて成長していき、赤毛ブタを単独で仕留められるようになった。

### 猛獣
赤毛ブタ（捕獲レベル1）
猪突猛進な真っ赤なブタで、1キロ8万の高級食材。直進でしか攻撃できないために側面に弱い。ペックを追い回すも、トリコに仕留められる。
バットスネーク（捕獲レベル3）
本作オリジナルの猛獣で、コウモリの翼を持つ蛇。舌を伸ばして攻撃する。身がスカスカで美味しくなく、食う目的以外で獲物を殺さないトリコにノッキングされた。
ヤサグレヤギ（捕獲レベル2）
本作オリジナルの猛獣で、通称「草原の白い悪魔」と呼ばれているヤギ。巨体ながら俊敏に動き、獲物を追い詰めるが、細長い脚は巨体を上手く支えきれず着地などの衝撃に弱い。本編に登場した個体は象熊によって受けた腹部の傷で弱っており、崖から落ちた衝撃で倒れてしまった。
ゲロルド（捕獲レベル6）
原作にも登場した怪鳥で、五つの首による連続攻撃が驚異だが、首を支える胴体が弱点。鉱山という酸素の薄く気温の低い環境に住んでおり、そこで鍛えられた肉は霜降り状態だという。本来、滅多に人前に姿を現さないのにペックの住む村を襲った理由は象熊に餌場を追われ、必死になって食料を求めていたためであった。
バーバリアンモンキー（捕獲レベル3）
ジャングルの狩人と呼ばれている猿。
バンブロー（捕獲レベル4）
赤いタテガミを持つ人食い猪。トリコ曰く「食材としては一級品」。
象熊（捕獲レベル不明）
タラン平原に住む通称「マンモスベア」とも呼ばれている伝説の猛獣。象の鼻と下半身を持つケンタウロスのような体型の熊で、一生の大半を穴ぐらの中で眠って生活している。
数年に一度、穴から出ると次の休眠のための栄養を蓄えるため、目につく物全てを食い尽くす。それ故に様々な栄養が脂肪に蓄積されており、その肉は凝縮された数多の旨みを持つという。十数年前、動植物を食い荒らした恐怖を忘れるため、ペックの村の住民達は象熊の話を禁止していた。長い間暗い穴の中で生活しているせいか、強い炎と光に弱い。その弱点に気づいたペックはトリコの危機を救った。エピローグでは別の個体がトリコに仕留められ、グルメマーケットに卸された。

## スタッフ
- 原作 - 島袋光年（集英社 週刊『週刊少年ジャンプ』連載）
- 監督 - 志水淳児
- 製作 - 高橋浩、遠藤茂行、鳥嶋和彦、竹中一博
- 企画 - 清水慎治
- 脚本 - 村山功
- キャラクターデザイン - 香川久、山室直儀
- 作画監督 - 山室直儀
- 編集 - 片瀬健太
- 美術監督 - 渡辺佳人
- 美術設定 - 佐藤正浩
- 3D監督 - 三田邦彦
- 音楽 - 水谷広実
- 製作 - 「2011 トリコ」製作委員会
- 配給 - 東映
- ナレーション - 肥後克広、寺門ジモン、上島竜兵（ダチョウ倶楽部）

## 主題曲
「The Sharing Song 〜トリコのテーマ〜」
作詞：谷中敦 / 作曲：NARGO  / 編曲・演奏 - 東京スカパラダイスオーケストラ